# Doriana haenschi
Doriana haenschi är en insektsart som först beskrevs av Schmidt 1904.  Doriana haenschi ingår i släktet Doriana och familjen Flatidae. Inga underarter finns listade i Catalogue of Life.